# ナジェジダ・フォン・メック

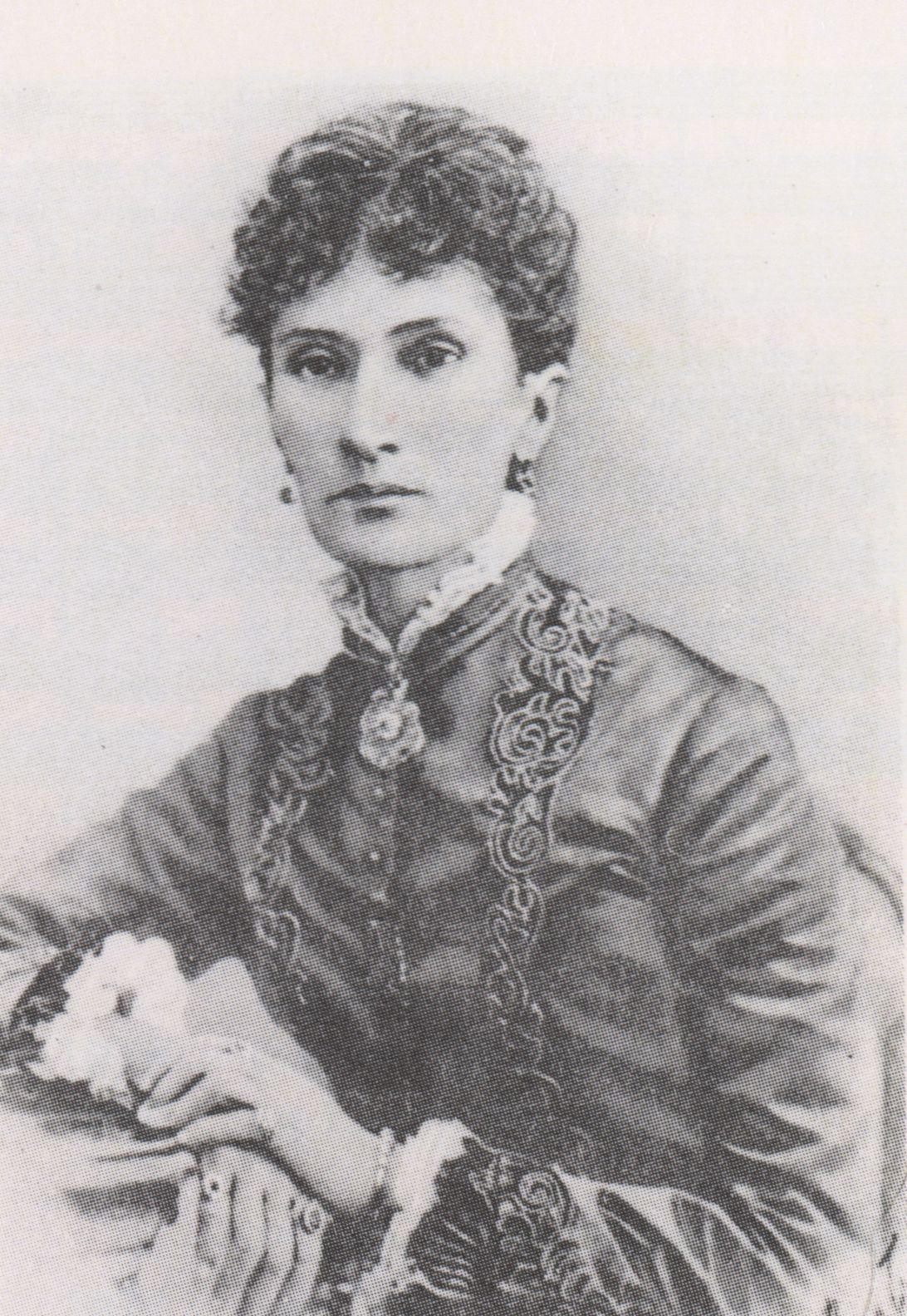
ナジェジダ・フォン・メック

ナジェジダ・フィラレートヴナ・フォン・メック（ロシア語: Надежда Филаретовна фон Мекк, Nadezhda Filaretovna von Meck, 1831年1月29日 - 1894年1月1日）は、ロシア出身の資産家。旧名はナジェジダ・フィラレートヴナ・フロロフスカヤ（ロシア語: Наде́жда Филаре́товна Фроло́вская, Nadezhda Filaretovna Frolovskaya）。
現スモレンスク州の地主の娘として生まれ、父親の影響で音楽に親しんだ。
1847年にモスクワ在住の鉄道王カール・フォン・メックと結婚したが、1876年に夫が亡くなって多額の財産を相続した。
作曲家チャイコフスキーのパトロンとして、一度も会うことが無いまま文通を繰り返し、年間6000ルーブルもの資金援助を1877年から14年間にわたって続けた。彼の交響曲第4番はフォン・メック夫人に捧げられている。
また少年時代のドビュッシーを自分の娘のピアノ教師として雇い、長期旅行に同伴させた。この際、夫人の長男および次男とドビュッシーがピアノ三重奏を組んで彼のピアノ三重奏曲を演奏したり、またドビュッシーがピアノ連弾用に編曲したチャイコフスキーの『白鳥の湖』を演奏している。
夫人はドビュッシーの習作ピアノ曲「ボヘミア舞曲」をチャイコフスキーに郵送したが、1ヵ月後に返ってきたチャイコフスキーの返事は「とてもかわいらしい曲ですが、短すぎます」という未熟を諭す冷淡なものだった。この曲はドビュッシーの死後まで出版されなかった。
その後、ドビュッシーは夫人の娘と恋愛関係に陥り、それを知った夫人は激怒して彼を解雇した。この顛末はチャイコフスキーへの手紙にも報告されている。
晩年になると精神を病み、破産したと思い込んで、1890年にチャイコフスキーへの資金援助の打ち切りと共に交際の終焉を手紙で告げた。チャイコフスキーは交際の継続を求めたが断られ、自分はただ金で買われていただけだったのではないか、と彼女を恨んだという。なお、この絶縁には彼女の長年の秘書で女婿でもあったヴワディスワフ・パフルスキの意図が働いていたとも言われている。
1894年、静養先のニースで結核のため死去した。

## その他
2024年の大学入学共通テスト「世界史B」でチャイコフスキーとフォン・メックの手紙が出題された。